# Horňa
Horňa es un municipio del distrito de Sobrance en la región de Košice, Eslovaquia, con una población estimada a final del año 2024 de 325 habitantes.
Se encuentra ubicado al noreste de la región, en la cuenca hidrográfica del río Bodrog (afluente derecho del Tisza) y cerca de la frontera con la región de Prešov, Ucrania y Hungría.

## Demografía
| Año        | 1994 | 2004    | 2014    | 2024    |
| ---------- | ---- | ------- | ------- | ------- |
| Población  | 382  | 388     | 355     | 325     |
| Diferencia |      | +1,57 % | −8,50 % | −8,45 % |

| Año        | 2023 | 2024    |
| ---------- | ---- | ------- |
| Población  | 322  | 325     |
| Diferencia |      | +0,93 % |